# Grundy County (Missouri)
Grundy County is een county in de Amerikaanse staat Missouri.
De county heeft een landoppervlakte van 1.129 km² en telt 10.432 inwoners (volkstelling 2000). De hoofdplaats is Trenton.

## Bevolkingsontwikkeling

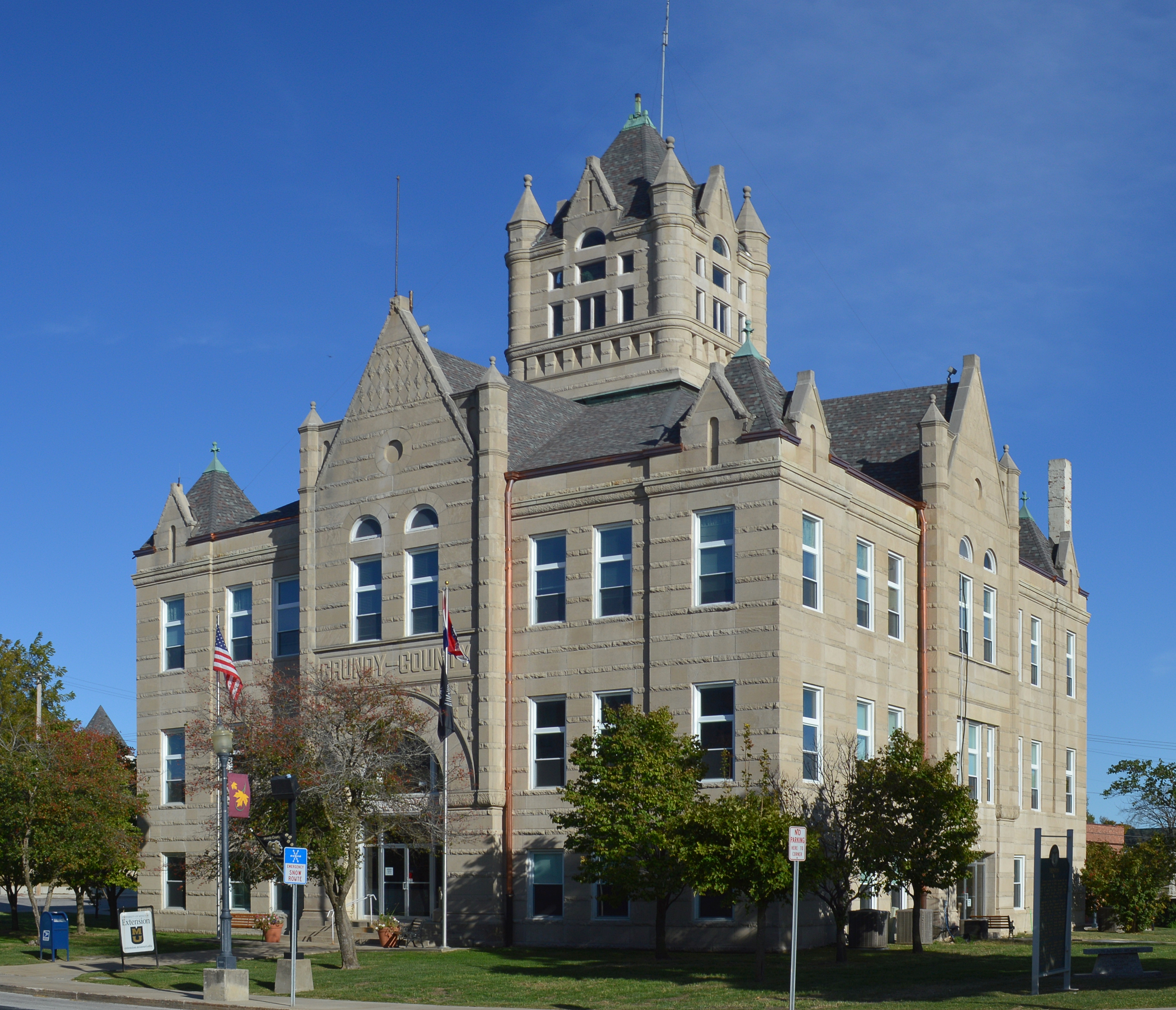
Grundy County Courthouse